# 白川町立坂ノ東小学校
白川町立坂ノ東小学校 （しらかわちょうりつ　さかのひがししょうがっこう）は、かつて岐阜県加茂郡白川町に存在した公立小学校。

## 概要
- 坂ノ東（旧・武儀郡坂ノ東村）などが校区であった。1984年に大山小学校と統合。白川北小学校の新設により廃校。
- 校舎（1960年完成）は廃校後、白川北地区公民館[注釈 1]と使用された後、白竹作業所として使用されていたが、老朽化により2000年に取り壊された。

## 沿革
- 1873年（明治6年） - 武儀郡坂ノ東村に文進義校が開校。
- 1880年（明治13年） - 分校として、坂ノ東南校、坂ノ東北校、新津支校、村君支校、広島支校を設置。
- 1885年（明治18年） - 新築移転。同時に坂ノ東小学校に改称し、坂ノ東南校、坂ノ東北校、新津支校、広島支校を廃止。
- 1889年（明治22年） - 町村制により武儀郡坂ノ東村が発足。
- 1899年（明治32年） - この頃、坂ノ東尋常小学校に改称する。
- 1901年（明治34年） - 下金地区・寒八地区の児童を和泉尋常高等小学校へ委託する。
- 1916年（大正5年） - 下金地区・寒八地区の西白川尋常小学校への委託を解消。
- 1916年（大正5年） - 村君分教場を廃止。
- 1941年（昭和16年）4月1日 - 坂ノ東国民学校に改称する。
- 1947年（昭和22年）4月1日 - 坂ノ東村立坂ノ東小学校に改称する。
- 1950年（昭和25年）4月 - 坂ノ東中学校を併設する。
- 1954年（昭和29年）4月1日 - 坂ノ東村が白川町に編入される同時に白川町立坂ノ東小学校に改称する。
- 1955年（昭和30年） - 葛牧地区が大山小学校校区から坂ノ東小学校校区へ編入される。
- 1960年（昭和35年） - 新校舎（鉄筋コンクリート造3階建）が完成。
- 1962年（昭和37年）4月 - 坂ノ東中学校が廃校。坂ノ東小学校は単独校となる。
- 1984年（昭和59年）3月31日 - 統合により廃校。